# Kimakowicz Móric
Kimakowicz Móric (Mauritius Hieronymus von Kimakowicz-Winnicki) (Klobouk, 1849. szeptember 22. – Nagyszeben, 1921. március 5.) építészmérnök, biológus, múzeumigazgató.
Nagyszebenben mint építészmérnök dolgozott, miközben érdeklődése a zoológia felé fordult.
Aktív tagja volt a szász Erdélyi Természettudományi Egyletnek.
A nagyszebeni Brukenthal Múzeum egyik alapító tagja. 1895-től haláláig igazgatója.